# Gliese 581 d
Gliese 581 d, (GJ 581 d) és una planeta extrasolar que orbita al voltant de l'estrella nana roja Gliese 581. Es creu que és una superterra, és a dir, un planeta rocós unes quantes vegades més massiu que la Terra. Està situat a la constel·lació de la Balança, a uns vint anys llum de distància. Pertany a un sistema planetari amb cinc companys més.

## Descobriment
Aquest planeta extrasolar, va ser descobert per l'astrònom Stéphane Udry i el seu equip, a Xile, el 24 d'abril de 2007. El seu descobriment es va produir gràcies a la tècnica de la velocitat radial, és a dir, l'efecte de la gravetat d'un planeta sobre el seu estel, cosa amb la qual també es pot calcular la massa. Amb aquest mètode, normalment, es descobreixen planetes amb una massa similar a la de Júpiter, però, gràcies al telescopi de gran precisió HARPS, es va descobrir aquest planeta, amb una massa molt inferior a la del gegant gasós del sistema solar. L'únic problema és que el seu descobriment no està totalment confirmat, ja que alguns estudis podrien desmentir l'existència del suposat planeta.

## Característiques
Gliese 581 d, té una massa aproximadament 6,04 vegades superior a la de la Terra, a més a més d'estar a una distància relativament propera de 0,25 UA, que vindrien a ser 37,5 milions de quilòmetres. El seu període orbital o de translació, és a dir, el temps que triga a donar la volta al seu estel, és similar al de Mercuri, uns 83,6 dies. S'especula que aquest planeta, té dos satèl·lits, però això seria en un cas molt hipotètic.

## Habitabilitat i clima
Aquest món gegant, igual que el seu company Gliese 581 c, es creu que pot tenir un clima apte per sostenir vida. Si les distàncies d'aquest planeta a la seva estrella es donessin en el nostre sistema, el planeta estaria sobreescalfat, però perquè l'estrella al voltant de la qual orbita és més freda que el nostre Sol, té una temperatura més fresca. Igual que Mart, està al límit de la zona habitable d'aquest sistema, cosa que fa que tingui unes temperatures similars a la del planeta roig. Si Gliese 581 d tingués els gasos amb efecte d'hivernacle justos, podria ser que el suposat planeta albergués vida, cosa que no s'ha ni confirmat ni desmentit.